# آسترال‌ورکز
آسترال‌ورکز یک ناشر موسیقی آمریکایی است که در درجه اول روی موسیقی الکترونیک متعلق به گروه موسیقی یونیورسال متمرکز است. مواد آن از طریق گروه موسیقی Capitol در ایالات متحده توزیع می‌شود. این برچسب در سال ۱۹۹۳ تأسیس شد و در سالهای اولیه فعالیت‌های برجسته ای مانند کمیکال برادرز و نورمن کوک ارائه می‌شد. در سال‌های اخیر، لیست آن گسترش یافته‌است و شامل مواردی مانند Halsey، مارشملو Robins، ایلنیوم و موارد دیگر است. در سال ۲۰۱۸، مقر آسترال‌ورکز از خانه اصلی خود در شهر نیویورک به لس آنجلس منتقل شد.

## تاریخچه
آسترال‌ورکز در ژوئیه ۱۹۹۳ در شهر نیویورک تأسیس شد. توسط برایان لانگ به عنوان اثر الکترونیکی و رقص کارولین رکوردز. لانگ پیش از این به تدوین مجموعه موسیقی الکترونیکی کمک کرده بود که در کارولین به نام Excursions in Ambience منتشر شد. شرکت مادر کارولین، ویرجین رکوردز، بلافاصله پس از تأسیس Astralwerks، این برچسب را به Thorn EMI فروخت. اولین آلبومی که در Astralwerks منتشر شد، Tales of Ephidrina توسط Amorphous Androgynous، تغییر دهنده فیوچر سوند آو لاندن بود. در سال ۱۹۹۴، پیتر ووهلسکی به عنوان رئیس A&amp;R معرفی شد. Wohelski با کشف برادران شیمیایی و آوردن آنها به فهرست Astralwerks اعتبار دارد. اولین آلبوم استودیویی آنها در سال ۱۹۹۵، Exit Planet Dust، در ایالات متحده ۷۵۰ هزار نسخه فروخت. پیگیری‌های این دو نفره در سال ۱۹۹۷، Dig Your Own Hole، به رتبه ۱۴ بیلبورد ۲۰۰ رسید.